# Верховный суд Нигерии
Верховный суд Нигерии (англ. Supreme Court of Nigeria) — высший судебный орган в Федеративной республике Нигерия. 
После провозглашения независимости Нигерии в 1963 году был учреждён независимый Верховный суд, ставший высшей судебной инстанцией в стране. Апелляции на приговоры и решения ранее действовавшего Федерального суда с этого времени перестали направляться в Судебный комитет Тайного совета, который до 1963 года выполнял функции суда последней инстанции. В 1976 году сформирован Апелляционный суд (первоначально известный как Федеральный апелляционный суд) в качестве национального суда полномочного рассматривать апелляции на решения высших судов каждого из 36 штатов Нигерии, которые являются судами первой инстанции общей юрисдикции. Верховный суд в своем нынешнем виде был сформирован в соответствии с Законом о Верховном суде 1990 года и главой VII Конституции Нигерии 1999 года.
Главной задачей суда является обеспечение соблюдения законодательства, укрепление верховенства закона и демократии. Его решения  не подлежат дальнейшему обжалованию и носят обязательный характер для органов исполнительной и законодательной власти, а также других органов.
Верховный суд рассматривает некоторые категории дел как суд первой инстанции, также выступает в качестве высшего апелляционного суда, пересматривающего в окончательном порядке судебные акты как Апелляционного суда, так и иных нижестоящих федеральных судов. 
Верховный суд состоит из главного судьи Нигерии и 21 судьи, назначаемых Президентом по рекомендации Национального судебного совета и при условии одобрения кандидатур Сенатом. Судьи Верховного суда должны иметь соответствующую профессиональную квалификацию и заниматься юридической практикой в Нигерии не менее чем пятнадцать лет. Судьи Верховного суда пребывают в должности до достижения возраста 70 лет.